# Коншћица
Коншћица је насељено место у саставу града Самобора у Загребачкој жупанији, Хрватска. До територијалне реорганизације у Хрватској налазила се у саставу старе загребачке приградске општине Самобор.

## Становништво
На попису становништва 2011. године, Коншћица је имала 289 становника.

## Попис1991.
На попису становништва 1991. године, насељено место Коншћица је имало 246 становника, следећег националног састава:
| Попис 1991.‍ | Попис 1991.‍ | Попис 1991.‍ | Попис 1991.‍ | Попис 1991.‍ |
| ----------- | ----------- | ----------- | ----------- | ----------- |
|             |             |             |             |             |
| Хрвати      | Хрвати      |             | 245         | 99,59%      |
| остали      | остали      |             | 1           | 0,40%       |
| укупно: 246 |             |             |             |             |